# Archibald Black
Archibald Black   (Winnipeg, 17 de maig de 1883 - Vancouver, 14 de maig de 1956) fou un remer canadenc que va competir durant la dècada de 1920.
El 1924 va prendre part en els Jocs Olímpics de París, on va guanyar la medalla de plata en la competició de quatre sense timoner del programa de rem. Formava equip amb George MacKay, Colin Finlayson i William Wood.